# Unión Republicana (1903)
La Unión Republicana (UR) fue un partido político español, de ideología republicana, que existió durante el período de la Restauración. A lo largo de su existencia la formación logró cosechar algunos éxitos electorales, si bien acabaría desapareciendo víctima de las divergencias internas. Su espacio sería ocupado principalmente por el Partido Republicano Radical de Lerroux.

## Historia

### Orígenes y formación
A comienzos de 1903 desde medios como el diario El País o el semanario El Motín, de José Nakens, se apostó públicamente por la fusión de las familias políticas del republicanismo español, que en aquel contexto se encontraba muy dividido. Los precedentes más inmediatos habían sido las alianzas electorales de 1893 y 1901, que habían dado éxitos electorales considerables a los republicanos. En última instancia, se buscaba debilitar al sistema de la Restauración por la vía de las urnas.
Se acabaría constituyendo en Madrid la llamada Unión Republicana, de la mano del histórico Nicolás Salmerón y de Alejandro Lerroux. El acto fundacional tuvo lugar el 25 de marzo de 1903, con una gran asamblea celebrada en el Teatro Lírico. El republicanismo español contaba entonces con dos importantes focos localizados en Barcelona y Valencia, formados en torno a las figuras de Lerroux y Blasco Ibáñez, respectivamente. El nuevo partido también contó con importantes núcleos en Andalucía, liderados por José Montes Sierra y José Marcial Dorado en Sevilla y por Pedro Gómez Chaix en Málaga. Además de las principales entidades republicanas, en la Unión Republicana se integraron figuras «posibilistas» como Miguel Morayta, Joaquín Costa o José Nakens. Por el contrario, no se integraron ni los progresistas de José María Esquerdo ni los federalistas leales a Francisco Pi y Arsuaga, que vieron en la Unión una experiencia pasajera sin solución de continuidad.

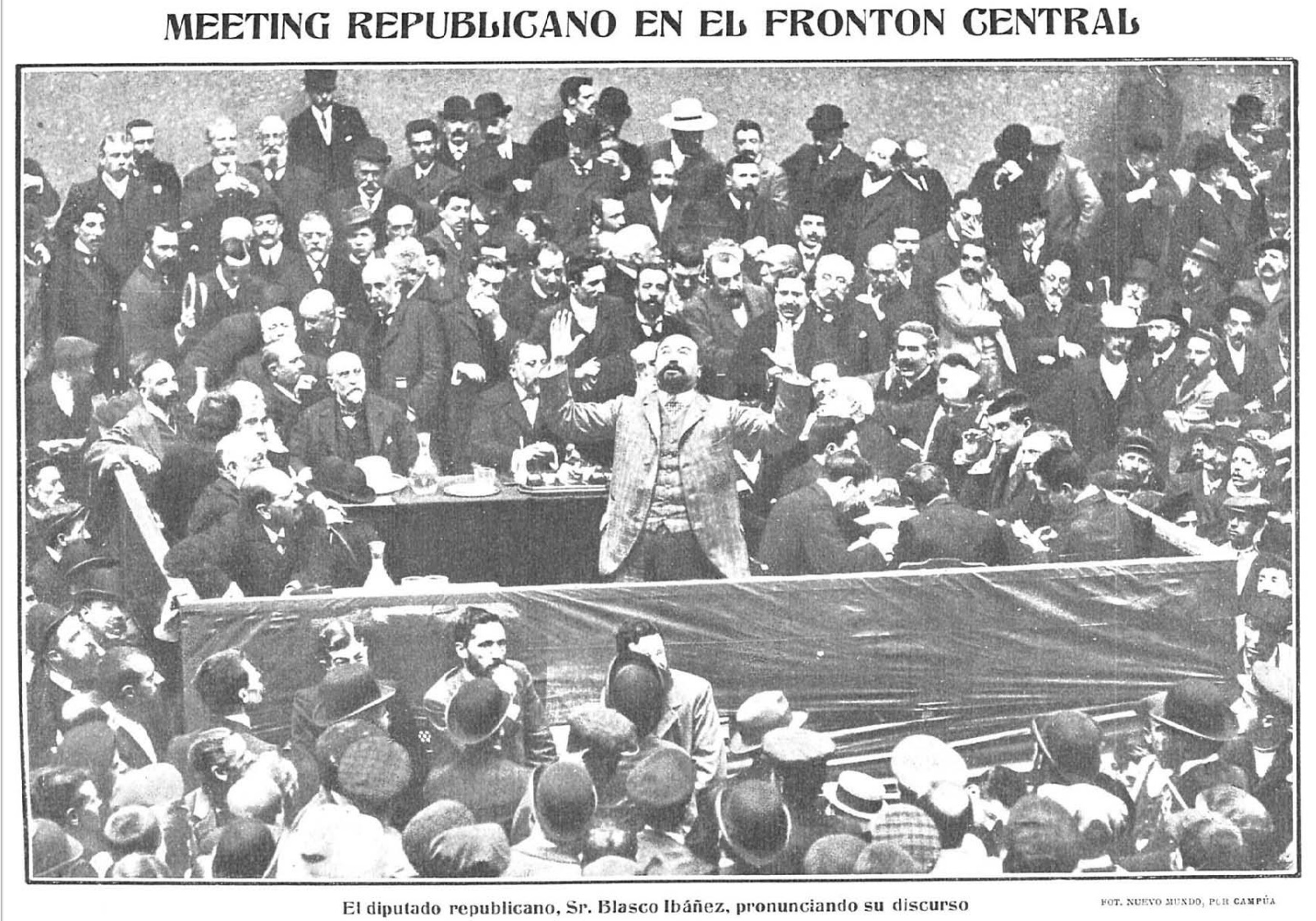
Meeting republicano en el Frontón Central de Madrid, por Campúa.

En el seno de la organización sobresalían varias corrientes, como era el caso de Salmerón y sus seguidores, o personalidades como Gumersindo de Azcárate y Melquíades Álvarez que constituían el llamado sector «gubernamental»; también existía un sector de republicanos radicales, dispuestos a la acción directa, que estaban capitaneados por Lerroux. Su programa político reclamaba la restauración de la Constitución de 1869, la proclamación de la república y la convocatoria de unas cortes constituyentes. En las elecciones de 1903 la formación obtuvo un importante éxito al ganar 36 escaños, logrando una importante victoria en Barcelona —donde fue la formación más votada—, Madrid y otras grandes ciudades. La Unión Republicana concurrió también a los comicios de 1905, volviendo a obtener una presencia significativa en las Cortes.

### Crisis del partido
A pesar de sus éxitos electorales, pronto se pondrían de manifiesto los problemas internos que seguían subsistiendo, como de hecho sería el caso de la «cuestión catalana». La promulgación de la ley de Jurisdicciones y la conveniencia de pactar con los catalanistas rompieron el partido. De una parte, los partidarios de colaborar con los regionalistas (liderados por Salmerón) y de otra los opuestos al catalanismo, encabezados por Alejandro Lerroux y apoyados, tras un intento de conciliación, por Julián Besteiro. A esta cuestión tampoco ayudaron las diferencias entre Lerroux y Salmerón. Las elecciones de 1907, que quedaron lejos de las expectativas, constituyeron un duro golpe para el partido. La Unión Republicana, que sufrió las consecuencias de sus divergencias internas, también chocó con las limitaciones del sistema político de la época. La falta de perspectivas, unido a la sensación de que «el partido no arrancaba», generó incomodidad en figuras como José Nakens o Joaquín Costa.

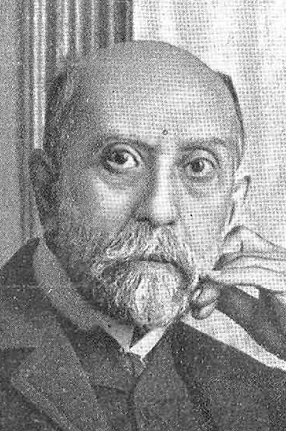
Salmerón, c. 1908.

En 1906 Salmerón y una parte de la Unión Republicana en Cataluña decidieron sumarse a Solidaridad Catalana, coalición electoral que encabezaría el propio Salmerón con notable éxito. Cuando la posición favorable al catalanismo se impuso en una parte del partido, esta postura se encontró con la oposición o con la falta de apoyo de buena parte de las corrientes internas. Este fue el caso de la «Fraternidad Republicana» liderada por Lerroux y del grueso de los núcleos republicanos en el resto del país (a los que se adhirieron, además de Besteiro, otros intelectuales como Giner de los Ríos o Pío Baroja), que terminarían abandonando la formación en 1908. De la escisión capitaneada por Lerroux surgirá ese mismo año el Partido Republicano Radical, mientras que los republicanos de Blasco Ibáñez se acabarían agrupando en torno al nuevo Partido de Unión Republicana Autonomista.
En mayo de 1909 la Unión Republicana celebró una Asamblea durante la cual se intentó llevar a cabo una reorganización de los restos del partido, pero el intento terminaría fracasando. Diversos sectores republicanos se negaron incluso a asistir a la reunión. La Unión Republicana quedó así como un partido exclusivamente de ámbito catalán, liderado por figuras como Francesc Layret, Albert Bastardas, Eusebio Corominas, Emilio Junoy, Lluís Companys o José Roca. En 1909 Unión Republicana se coaligó con el Centre Nacionalista Republicà y los federales, para formar Esquerra Catalana, alianza electoral que se presentó a las elecciones de 1910. En abril de ese año todas estas fuerzas se agruparían en un único partido: la Unión Federal Nacionalista Republicana.  Paralelamente, varios de los antiguos sectores integrantes la Unión Republicana optaron por forjar una alianza electoral con el Partido Socialista de Pablo Iglesias, lo que daría lugar al nacimiento de la Conjunción Republicano-Socialista.